# Tectaria decurrens
Tectaria decurrens är en ormbunkeart som först beskrevs av Presl, och fick sitt nu gällande namn av Edwin Bingham Copeland. Tectaria decurrens ingår i släktet Tectaria och familjen Tectariaceae. Inga underarter finns listade.